# Oxkutzkab
Oxkutzkab är en ort i Mexiko.   Den ligger i kommunen Oxkutzcab och delstaten Yucatán, i den östra delen av landet, 1 000 km öster om huvudstaden Mexico City. Oxkutzkab ligger 23 meter över havet och antalet invånare är 21 508.
Terrängen runt Oxkutzkab är huvudsakligen platt. Oxkutzkab ligger nere i en dal. Runt Oxkutzkab är det ganska tätbefolkat, med 67 invånare per kvadratkilometer. Närmaste större samhälle är Ticul, 15,8 km nordväst om Oxkutzkab. I omgivningarna runt Oxkutzkab växer i huvudsak städsegrön lövskog.